# La mia vita sei tu
La mia vita sei tu è un film del 1935 diretto da Pietro Francisci.